# Nor-Am Cup i alpin skidåkning
Nor-Am Cup i alpin skidåkning är en årlig tävlingsserie i utförsåkning på skidor med tävlinga som arrangeras av det internationella skidsportförbundet FIS. Tävlingssäsongen är anpassad efter norra halvklotets vinter, så att den börjar i början av december och pågår till slutet av mars kommande kalenderår, även om säsongernas officiella namn enbart går efter avslutningsåret.
Deltävlingarna körs i vintersportorter i USA och Kanada.
Nor-Am Cup är en av fem kontinentalcuper under Världscupen. De övriga fyra kontinentalcuperna är Europacupen (i Europa), Far East Cup (i Kina, Sydkorea och Japan), South American Cup (i Chile och Argentina) samt Australian New Zealand Cup.

## Vinnare

### Totalsegrare
| 1998/99 | Jeff Durand         | Scott Macartney     | Thomas Vonn         |          | Alison Powers        | Anne Marie Lefrancois | Sara-Maude Boucher |          |
| 1999/00 | Jakob Fiala         | Cameron Culbert     | Brett Fischer       |          | Britt Janyk          | Julia Mancuso         | Emily Brydon       |          |
| 2000/01 | Marco Sullivan      | Jean-Philippe Roy   | Thomas Vonn         |          | Anna Prchal          | Sara-Maude Boucher    | Tatum Skoglund     |          |
| 2001/02 | Chip Knight         | Erik Guay           | Jeffe Hume          |          | Sophie Splawinski    | Hilary A McCloy       | Gail Kelly         |          |
| 2002/03 | Jesse Marshall      | Scott Macartney     | Kevin Francis       |          | Brigitte Acton       | Emelie Desforges      | Keely Kelleher     |          |
| 2003/04 | David Anderson      | Ted Ligety          | Wade H Bishop       |          | Stacey Cook          | Brigitte Acton        | Kaylin Richardson  |          |
| 2004/05 | John Kucera         | Chip Knight         | Brad Spence         |          | Brigitte Acton       | Jessica Kelley        | Lauren Ross        |          |
| 2005/06 | Jake Zamansky       | Erik Fisher         | Jeffrey Frisch      |          | Megan McJames        | Caitlin Ciccone       | Keely Kelleher     |          |
| 2006/07 | Andrew Weibrecht    | Erik Fisher         | Jeffrey Frisch      |          | Leanne Smith         | Kiley Staples         | Chelsea Marshall   |          |
| 2007/08 | Julien Cousineau    | Louis-Pierre Helie  | Kevin Francis       |          | Larisa Yurkiw        | Chelsea Marshall      | Emelie Desforges   |          |
| 2008/09 | Louis-Pierre Helie  | Jeffrey Frisch      | Brad Spence         |          | Marie-Michele Gagnon | Julia Ford            | Shona Rubens       |          |
| 2009/10 | Dustin Cook         | Will Brandenburg    | Kasper Nolan        |          | Laurenne Ross        | Julia Ford            | Megan McJames      |          |
| 2010/11 | Thomas Biesemeyer   | Colby Granstrom     | Ryan Cochran-Siegle |          | Kiley Staples        | Julia Ford            | Mikaela Shiffrin   |          |
| 2011/12 | Erik Read           | Ryan Cochran-Siegle | Trevor Philp        |          | Julia Ford           | Abby Ghent            | Megan McJames      |          |
| 2012/13 | Jared Goldberg      | Phil Brown          | Morgan Pridy        |          | Megan McJames        | Jacqueline Wiles      | Abby Ghent         |          |
| 2013/14 | Ryan Cochran-Siegle | Dustin Cook         | Tyler Werry         |          | Madison Irwin        | Katie Ryan            | Candace Crawford   |          |
| 2014/15 | Michael Ankeny      | Tyler Werry         | Trevor Philp        |          | Candace Crawford     | Mikaela Tommy         | Paula Moltzan      |          |
| 2015/16 | Erik Read           | James Crawford      | Erik Arvidsson      |          | Megan McJames        | Valerie Grenier       | Candace Crawford   |          |
| 2016/17 | Phil Brown          | Nicholas Krause     | James Crawford      |          | Ali Nullmeyer        | Nina O Brian          | Patricia Mangan    |          |
| 2017/18 | River Radamus       | James Crawford      | Sam Mulligan        | Resultat | Roni Remme           | Nina O Brian          | Mikaela Tommy      | Resultat |

## Tävlingsorter
Tavlingsorter sedan 1996.
Apex Mountain Resort, BC
Aspen, CO
Attitash, NH
Banff, AB
Beaver Creek, CO
Big Mountain, MT
Bogus Basin, ID
Breckenridge, CO
Bromont, QC
Burke Mountain, VT
Canada Olympic Park, AB
Collingwood, ON
Copper Mountain, CO
Craigleith, ON
Crested Butte, CO
Deer Valley, UT
Georgian Peaks, On
Hunter Mountain, NY
Jackson Hole, WY
Keystone, CO
Lake Louise, AB
Lake Placid, NY
Le Relais, QC
Le Massif, QC
Loveland Ski Area Valley, CO
Mammoth Mountain, CA
Mission Ridge, WA
Mt Bachelor
Mont Garceau, QC
Mt Hood, 
Mt Norquay, AB
Mt Orford, QC
Mont Saint-Anne, QC
Mont Ste-Marie
Nakiska, AB
Okemo, VT
Osler Bluff, ON
Panorama Resort, BC
Park City, UT
Rossland, BC
Snowbasin, UT
Snowbird, UT
Stoneham, QC
Stowe Mountain Resort / Spruce Peak, VT
Stratton Mountain, VT
Sugarbush, VT
Sugarloaf, ME
Sun Peaks, BC
Sunday River, ME
Squaw Valley / Sugar Bowl, CA
Mt Tremblant, QC
Vail, CO
Val Ste Come, QC
Waterville Valley, NH
Whistler, BC
Whiteface Mountain, NY
Whitefish, MT
Winter Park, CO